# 年界
年界（ねんかい、boundary of a year）は、一年の区切り・境界である。すなわち、一年の始まりの時点であり、かつ一年の終わりの時点である。一日の区切り・境界については日界という。

## 概要
「一年の区切りをどこに置くか」という判断において、現在では太陽暦を基に新暦1月1日が年界とされているが、年界には様々な説があり、歴史的に主に節切りか月切りを基に様々な方式が用いられてきた。
節切りにおいては、先天・後天八卦論に基づき、二十四山の艮（甲領域）から陽の氣が陰の氣を上回る事象に基づいて、寅節の立春（二十四節気）に切り替わる瞬間（日・時）を年界とする「十二節」が四柱推命等での年界に多く使用されている。他には子節の大雪もしくは冬至（太陽高度に基づいた判断）とする説がある。また年界を1度で切り替わるとは捉えず「冬至で徐々に変わり始め、立春で年が完全移行する」という説を提唱する識者も存在する。
月切りにおいては月の満ち欠けに基づく太陰暦、太陰暦の暦と季節のズレに閏月を入れる事によって調整する太陰太陽暦が存在する。
中国戦国時代に唱えられた「中国暦の年始（正月・年界）をどこに置くか」についての3種類の考え方を三正という。

### 立春説・寅が正月に制定された理由
アジアにて長く用いられてきた年界は寅節立春を起点とした立春方式であり、国民に季節の運行を知らせる事は王の大事な役目であり、冬よりも春の方が重要な季節であったため、時代に連れて段々と「春から1年が始まる」という考えになっていった。
月建とは、その月の1日の夕方、北斗七星の柄が指す方位の事であり、方位の言い方は北が子・東が卯・南が午・西が酉で360度が12等分されて十二支に割り振られている。星空が見える位置は太陽の年周運動（地球の公転運動）により毎日変動し、1年で1周する。それに従い、月建も十二支を毎月1つずつ移動していき、月の十二支はこの月建により定められた。北斗七星が使用された理由はこの星が顕著であったためである。月建の「建」は「おざす」とも読み、北天に一年中見える北斗七星は時を司る重要な星座であると昔の中国では考えられており、北斗七星の「柄」に該当する部分が向いている方向によって、その季節を知ったと言われており、その柄がどちらを向いているかを「建（おざす）」と呼んだ。

三正は太陽の歳差によるため発生する。地球の自転は常に同方向を向いて回るわけではなく、コマのように首振り運動をしているため、星空と太陽の相互位置関係は72年に1度の割合（2170年に30度）でずれていく。そのため夏王朝では1月に北斗七星が寅、殷王朝では丑、周王朝では子の方向を向いていたであろうと当時は考えられており、夏王朝は寅、殷王朝は丑、周王朝は子を月健とした。秦王朝では顓頊暦（建亥）を採用し、漢王朝初期も顓頊暦を採用していたが、太初元年（紀元前104年）に武帝がこれを三正循環論（これら3つの正月制定法が王朝交代と共に循環する）としたため、漢王朝では「周正の次は夏正」という王朝交代論で夏正を採用し、寅節を正月とした建寅となった。漢王朝以降の戦国各国は夏正を歴とし、現在に至るまで、建寅を正月とする夏正暦が2千年間も中国暦（旧暦・農暦）で使用され続けてきたため「太陰太陽暦は立春付近に正月を置く暦」となった。また前述の通り、国民に季節の運行を知らせる事は王の大事な役目であり、冬よりも春の方が重要な季節であったため、時代に連れて段々と「春から1年が始まる」という考えになっていった。また寅節立春から始まるという説は「春に農作業を開始する」という農暦に基づいて伝承された考えである。

#### 立春説の理論的な正当性
先天・後天八卦論に基づいた判断では立春を年界とする事に正当性がある。
六十干支は子と同じ五行である壬を含む壬子から始まるのではなく、甲子から始まる。甲は寅と同じ木の五行であり、二十四山では立春の位置となるため、そういった事から寅節や立春を年界とする事には正当性がある。
また先天・後天八卦論においては冬至時点ではまだ陰の氣が陽の氣を上回っており、先天・後天八卦論に基づいた判断では二十四山の艮（甲領域）から陽の氣が陰の氣を上回る事象に基づき、立春を年界とする事に正当性がある、

### 子・大雪・冬至説
前述の通り、周代では冬至の存在する子節を1月とし、大雪や冬至を年界としていた時期が存在する。

東京都立大学の大野広之等は多くの古典や有識者の引用を用いた上で、冬至説の論文を記している。また髙尾義政は『原典算命学大系』第2巻にて、年における宇宙空間の現象は北方から始まるといった冬至説を述べている。『淮南子』天文訓には二十四節気について十五日を経て空の星を観察する事で冬至を始めとする二十四気の日が読み取れるとしている。『和漢暦原考』（石井光致）には「冬至の日に一陽が生じて万物が生じ始める」とあり、冬至に陰が極まり、そこに新しい陽が生まれるとされている。
24時間に十二支を配当すると子の時刻はPM11:00-AM0:59となり、それを24節気に配当すると日付の切り替わるAM0:00が一年周期の切り替わる冬至の位置と重なる。現代の天文学による計算では周王朝初期に、北斗七星が冬至の頃の夕方に北を向いていたという。夏王朝以前は子節を正月とした暦が採用されていたという説も存在する。